# Реюньонская лига футбола
Реюньо́нская ли́га футбо́ла (фр. Ligue Réunionnaise de Football) — организация, осуществляющая контроль и управление футболом в Реюньоне — заморском регионе Франции. Располагается в его столице — Сен-Дени. РЛФ основана в 1956 году, является ассоициированным членом КАФ, но не имеет членства ФИФА. Лига организует деятельность и управляет национальными сборными по футболу (мужской, женской, молодёжными). Под эгидой федерации проводится чемпионат страны и многие другие соревнования.